# 슈투트가르트 주립 미술관
슈투트가르트 주립 미술관(독일어: Staatsgalerie Stuttgart 슈타츠갈러리 슈투트가르트[*])은 독일 슈투트가르트에 있는 미술관으로, 1843년에 개관했다. 1984년 제임스 스털링이 설계한 노이에 슈타츠갈러리(Neue Staatsgalerie, 신(新) 주립 미술관)의 개관으로, 구(舊) 주립 미술관을 뜻하는 알테 슈타츠갈러리(Alte Staatsgalerie)로도 불린다. 한때 지방 미술관이었던 이곳은 유럽의 대표적인 미술관 중 하나로 탈바꿈했다.

## 알테 슈타츠갈러리
고전주의 양식의 알테 슈타츠갈러리 건물은 원래 왕립 미술학교의 자리이기도 했다. 이 건물은 1843년에 지어졌다. 제2차 세계 대전으로 심각한 피해를 입은 뒤, 1945년부터 1947년까지 재건되었으며 1958년에 다시 문을 열었다.
이곳에는 다음과 같은 소장품이 있다.
- 1300~1550년 독일 고전 회화

- 1300~1800년 이탈리아 회화

- 1500~1700년 네덜란드 회화

- 바로크 시대 독일 회화

- 1800~1900년의 미술(낭만주의, 인상주의)

## 노이에 슈타츠갈러리

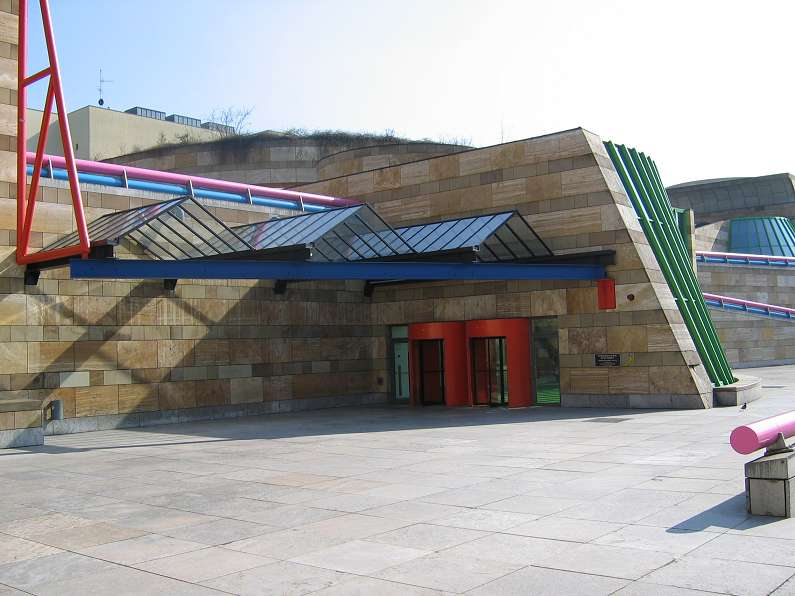
노이에 슈타츠갈러리

건축가 제임스 스털링이 설계한 논란이 된 건축물인 노이에 슈타츠갈러리는 구 건물 바로 옆 부지에 세워져 1984년 3월 9일에 문을 열었다. 이곳에는 파블로 피카소, 오스카르 슐레머, 호안 미로, 요제프 보이스 등의 20세기 근대 미술 작품이 소장되어 있다. 건물의 구조는 중앙의 원형 홀을 중심으로 세 면을 연결한 갤러리로 구성된 싱켈의 베를린 구 박물관과 유사하다. 그러나 미술관 전면부는 베를린 구 박물관처럼 대칭적이지 않고, 전통적인 배치가 비스듬히 틀어져 있으며 입구 역시 각도를 두어 배치되어 있다.

## 주요 소장 작품
- 안니발레 카라치, 《그리스도의 시신》(1583–1585)

- 막스 베크만, 《물고기 위의 여행》

- 살바도르 달리, 《들어 올려진 순간》(1938)

- 오토 딕스, 《성냥팔이》(1920)

- 게오르게 그로스, 《장례식》(1918)

- 프란츠 마르크, 《작은 노란 말》(1912)

- 앙리 마티스, 《화장하는 여인(머리 모양)》(1907)

- 호안 미로, 《고요한 시선을 가진 새, 불타는 날개》(1952)

- 피트 몬드리안, 《백색, 적색, 청색의 구성》(1936)

- 파블로 피카소, 《곡예사들(어머니와 아들)》(1905), 《해변에서 달리는 여자들》(1922), 《자유로운 공간에서의 아침 식사》(1961)

- 바넷 뉴먼, 《누가 빨강, 노랑, 파랑을 두려워하는가 II》(1967)

그 밖의 소장 작가: 파울 클레, 마르크 샤갈, 바실리 칸딘스키, 빌리 바우마이스터, 게르하르트 리히터
2013년, 주립 미술관은 플레말 마이스터(Master of Flémalle, 1375–1444)로 알려진 화가의 15세기 작품 《성모자》를 독일 태생의 유대인 미술상 막스 슈테른(Max Stern)의 유족에게 반환했다. 그는 나치의 박해를 피해 도피했고, 이후 몬트리올에서 도미니온 갤러리(Dominion Gallery)를 운영했다.